# Johannes Ilmari Auerbach

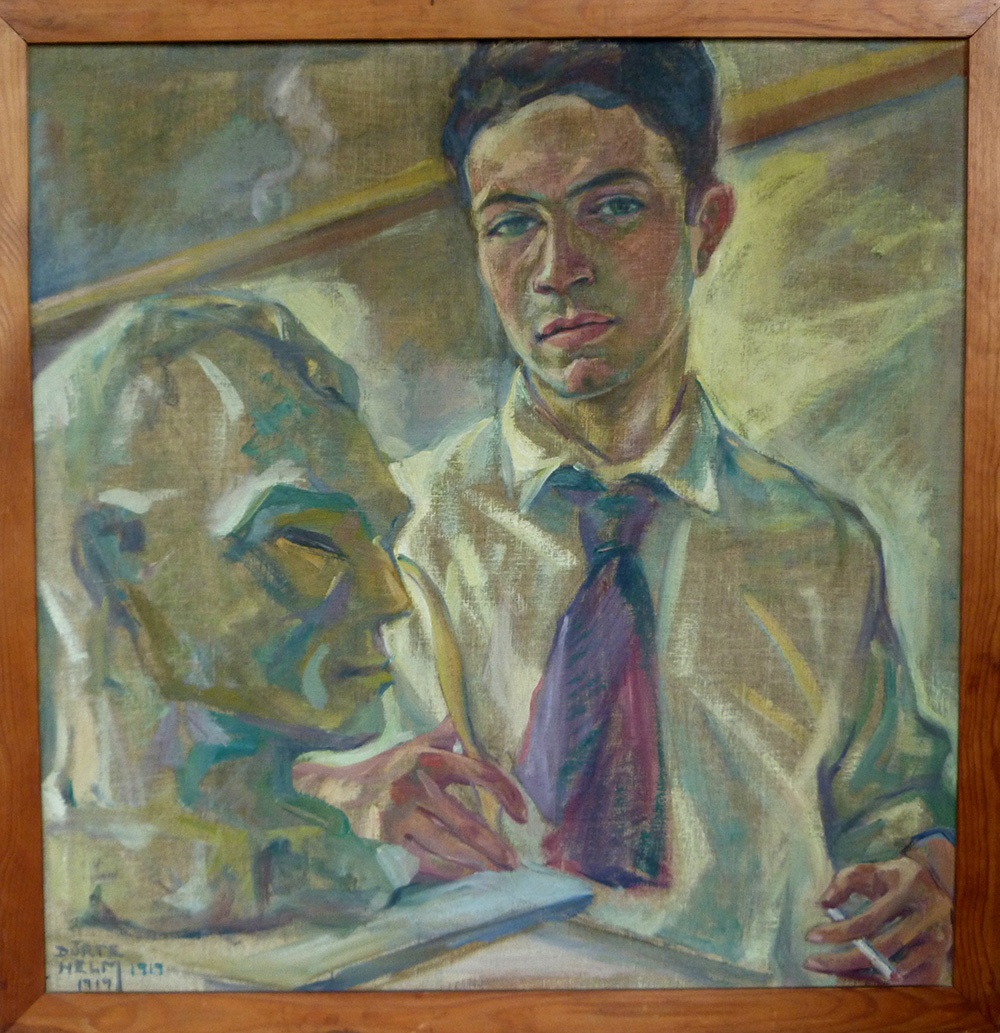
Porträt Johannes Ilmari Auerbach von Dörte Helm, 1919

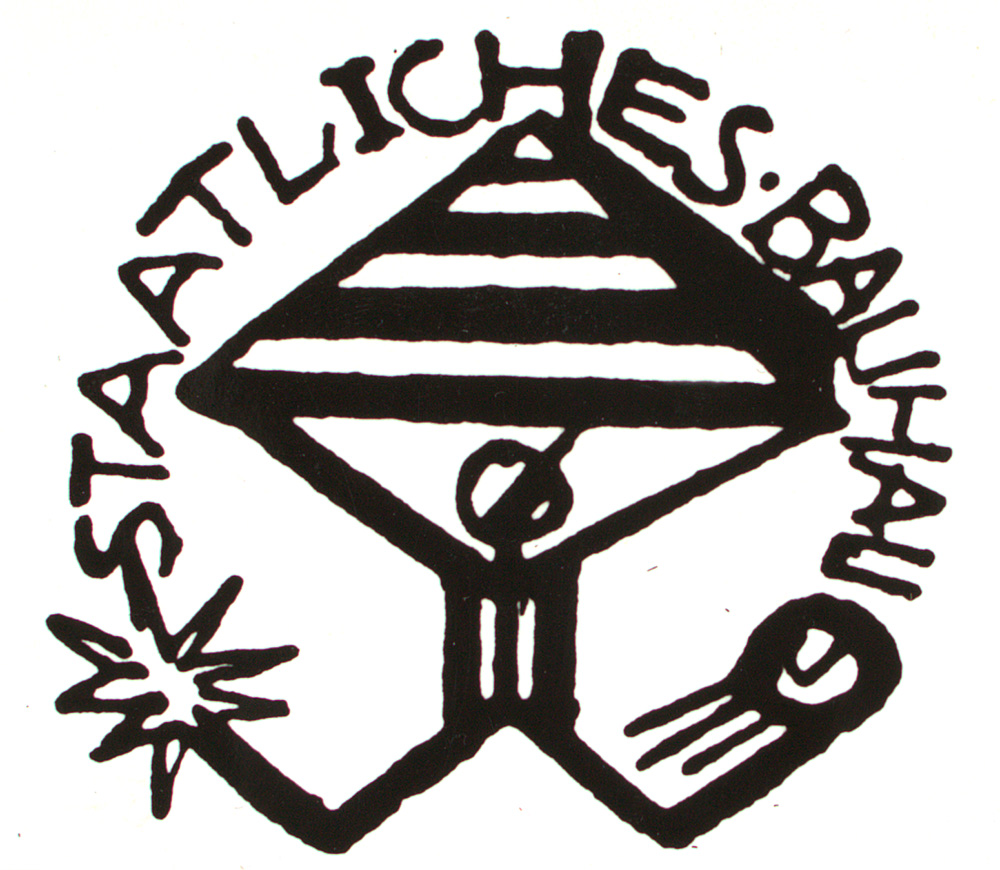
Bauhaus-Signet Entwurf 1919

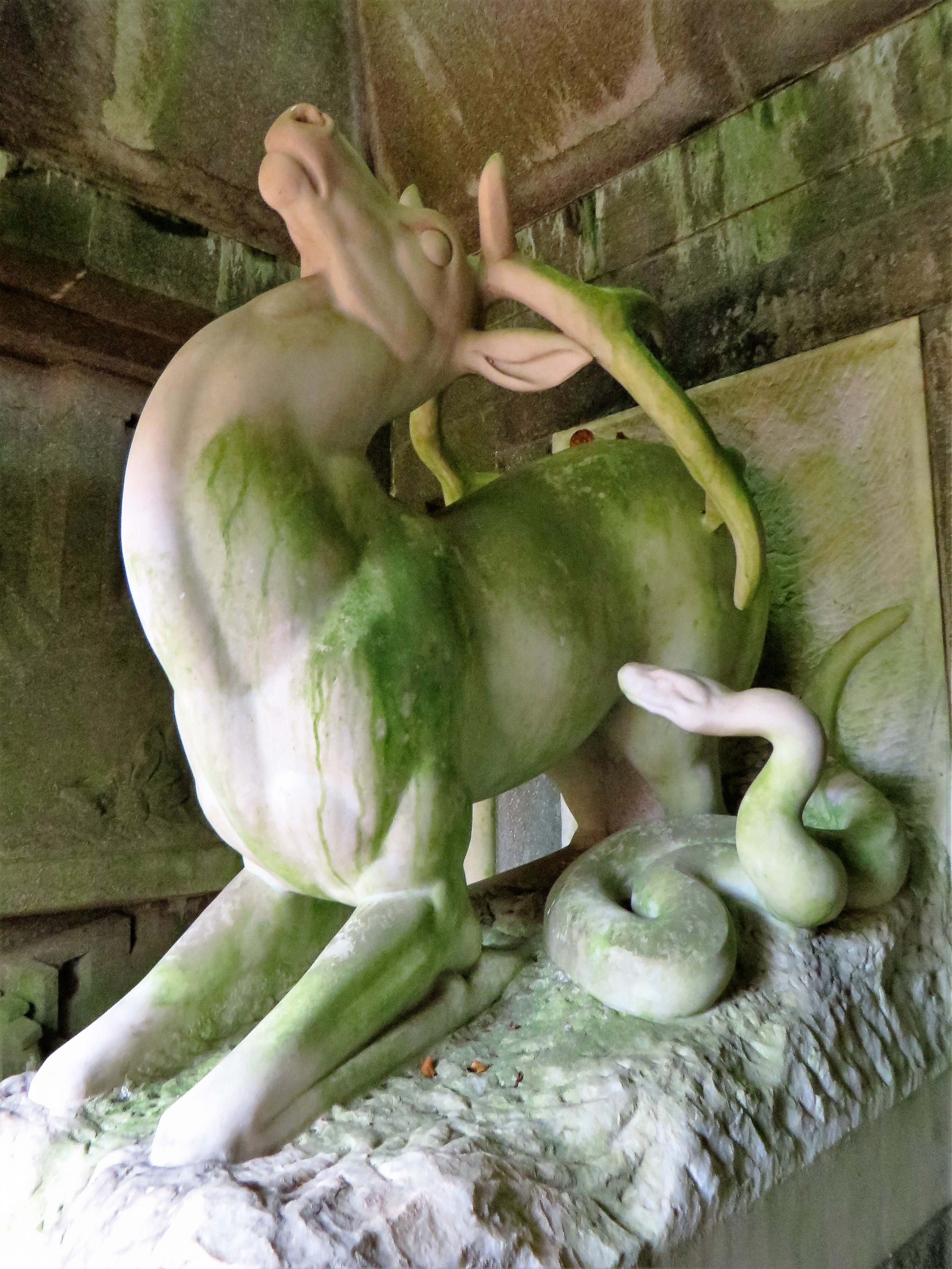
Hirsch und Schlange im Hohenhof, Hagen (1922)

 Johannes Ilmari Auerbach (* 24. Mai 1899 in Breslau; † 7. Februar 1950 in Oxford) war ein Bildhauer, Maler, Kunstgewerbler und Schriftsteller, der in der Zeit des Nationalsozialismus verfolgt wurde. In Deutschland nannte er sich Johannes Ilmari-Auerbach, in Frankreich Jean oder Joannès Ilmari, in England John Ivor Allenby.

## Leben
Johannes Auerbachs Vater war der Breslauer Pianist Max Auerbach (1872–1965), seine Mutter die Lehrerin Käthe Auerbach (1871–1940). Johannes Ilmari Auerbach hatte drei jüngere Geschwister, Cornelia (Cora), Klaus und Günter. 1898 trat die Familie vom jüdischen Glauben zum Christentum über. Nach der Trennung der Eltern 1906 ging die Mutter mit den beiden jüngsten Söhnen nach Jena, während Johannes und Cornelia vorerst beim Vater blieben. Der kinderlose Onkel, Felix Auerbach, Professor an der Universität Jena, wurde jedoch bald zum Ersatzvater aller Kinder. Johannes Auerbach lernte im Jenaer Haus seines Onkels Reinhard Sorge, Eberhard Grisebach und Botho Graef kennen. Mit Letzterem wurde er 1914 von Ernst Ludwig Kirchner im Bild „Graef und Freund“ verewigt.
Nach Deutschlandreisen mit der Mutter bis 1915 machte er 1917 ein Notabitur und hörte Vorlesungen in Straßburg, bevor er zum Fronteinsatz nach Frankreich einberufen wurde. Wegen Bronchitis nach kurzem Kampfeinsatz im Lazarett liegend, war er der einzige Überlebende einer ansonsten aufgeriebenen MG-Kompanie. 1918 trat er in die Kommunistische Partei Deutschlands ein und agitierte gegen das „spießige“ Bürgertum seiner Familie. Er studierte bis 1919 an der Hochschule für bildende Künste in Weimar bei Richard Engelmann und danach als einer der ersten Schüler am Weimarer Bauhaus. Hierdurch lernte Walter Gropius Auerbachs Onkel Felix kennen, der sein Mäzen und Auftraggeber wurde. In Weimar freundete sich Johannes Auerbach zudem mit dem Biosophen Ernst Fuhrmann und dessen Schüler Hugo Hertwig an. Mit Hertwig übersiedelte er 1920 in ein kommunistisches Siedlungsprojekt (siehe: Max Schulze-Sölde) in der Art eines Kibbuz, nämlich den Lindenhof in Kleve bei Wilster. Nach persönlichen und finanziellen Differenzen unternahm Auerbach am 21. September 1921 einen Suizidversuch, den er kurz danach in seiner Groteske »Der Selbstmörderwettbewerb« literarisch verarbeitete.
Er kehrte nach Berlin und Jena zurück und erhielt 1921 in Meran den Auftrag für das Grabmal von Karl Ernst Osthaus. 1922 heiratete er seine Jugendliebe Ingeborg Harnack, die Tochter der Jenaer Malerin Clara Harnack und Schwester der späteren Widerstandskämpfer Arvid und Falk Harnack, und zog mit ihr auf das Jagdschloss Kranichstein bei Darmstadt, wo 1925 der Sohn Wulf geboren wurde.
1924 befreundete sich Johannes Auerbach in Hamburg mit dem Maler Paul Bollmann (1885–1944) und ging mit Unterstützung des Kunstmäzens Franz Pariser nach Paris. Hier lernte er Charles Despiau und Aristide Maillol kennen und schloss Freundschaft mit (den in der NS-Zeit als „entartet“ bezeichneten) Künstlern Moissey Kogan und Otto Freundlich. 1926 kam der Sohn Claus zur Welt. Von 1925 bis 1928 wurde Auerbach in Ausstellungen in Paris präsentiert und erhielt einige Preise, musste sich jedoch als Maurer und Gelegenheitsarbeiter durchschlagen, da der finanzielle Erfolg ausblieb.

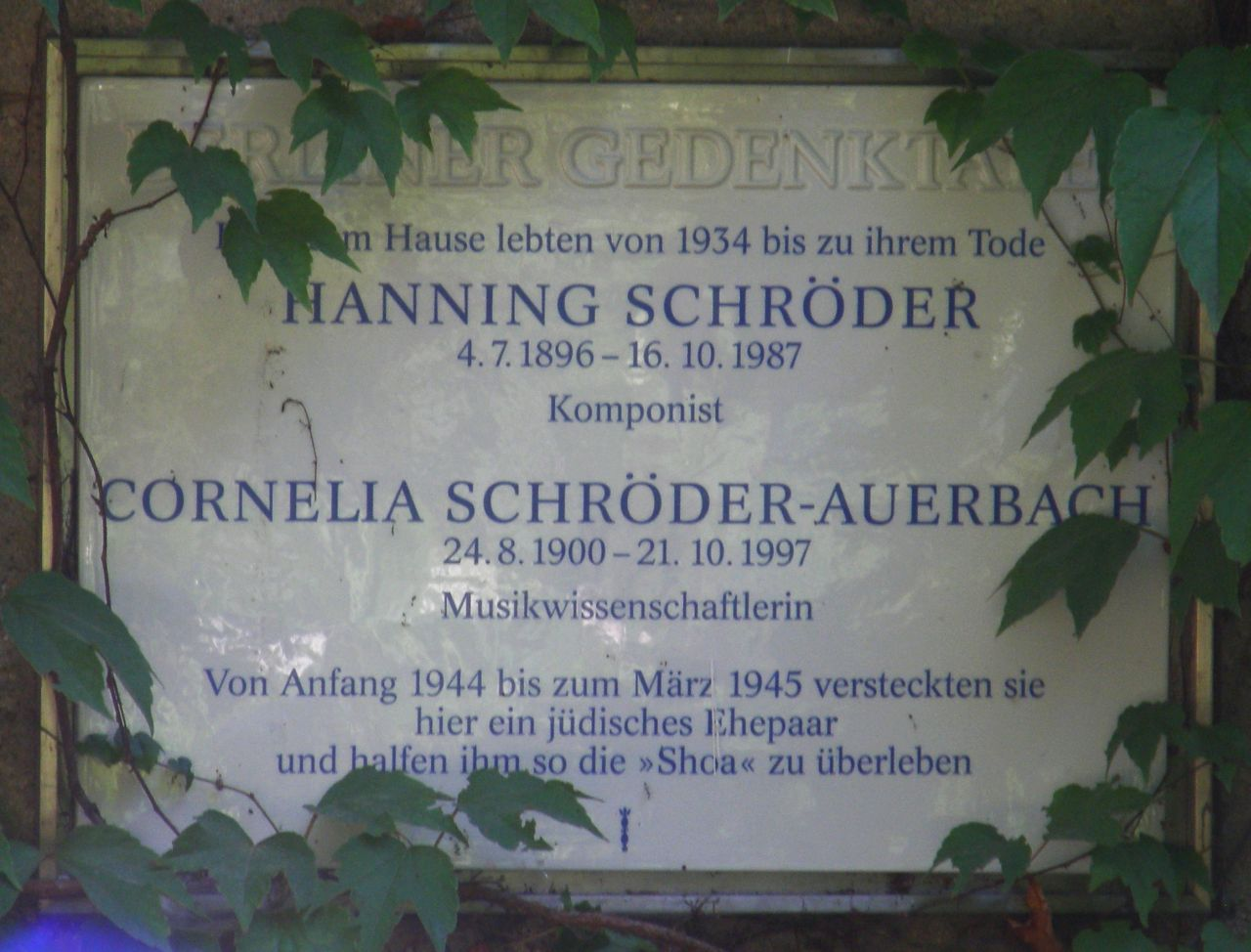
Gedenktafel für Johannes I. Auerbachs Schwester Cornelia Schröder-Auerbach in Berlin-Steglitz

1930 wurde seine Ehe geschieden, und seine Ex-Frau Ingeborg Harnack kehrte mit dem älteren Sohn Wulf von Paris nach Berlin zurück. Über den Mann von Auerbachs Schwester Cornelia (1900–1997), den Komponisten und Bratschisten Hanning Schröder (1896–1987), der seit 1927 bei Rundfunk und Film in Berlin tätig war, lernte Ingeborg dessen einstigen Lehrer Gustav Havemann kennen. Sie heiratete diesen 1931 und hieß fortan Ingeborg Havemann-Harnack. Auch den Sohn Claus konnte Auerbach in Paris nicht allein versorgen, und so wuchsen beide Söhne schließlich bei den Havemanns auf, wurden in NS-Schulen erzogen.  Claus diente später, unter Verheimlichung der jüdischen Abstammung als Marine (, † 1944) in der Wehrmacht. Gustav Havemanns Sohn aus erster Ehe, Wolfgang Havemann (1914–2004), wurde hingegen weniger von seinem regimetreuen Vater und seiner Stiefmutter Ingeborg als vielmehr von deren Bruder Arvid Harnack beeinflusst und wurde später Widerstandskämpfer für die Organisation Rote Kapelle im Oberkommando der Marine.
Auerbach blieb 1930 in Paris und musste schließlich wegen eines Todesfalls bei der Errichtung seines selbst gebauten Atelierhauses zu Fuß aus Frankreich fliehen. Er traf am 29. Dezember 1932 in Hamburg ein. Nach der Machtübernahme der Nationalsozialisten gehörte er drei Monate einer Widerstandsgruppe an, weswegen er von April 1933 bis Ende 1935 mehrmals in KZ-Haft kam. Im Juli 1933 kam er in Isolierhaft, wurde gefoltert und mit Knüppeln zusammengeschlagen. Ab April 1934 war er im KZ Fuhlsbüttel, wo er wegen guter Führung in seiner Zelle zeichnen durfte und später als Schriftzeichner eingesetzt wurde. Nach seiner Entlassung im Oktober 1935 kam er im November bis Dezember nochmals in Haft, weil er eine Postkarte an einen Kameraden im KZ geschickt hatte. Aufgrund der politischen Verfolgung Auerbachs ist fast sein ganzes bildhauerisches Werk verloren gegangen und nur auf Fotografien erhalten geblieben.
1935/36 betätigte er sich im Jüdischen Kulturbund Hamburg, wo er sich mit Rosa Schapire und dem Maler Kurt Löwengard (1895–1940) anfreundete. Er wurde vom Kulturbund finanziell unterstützt und hielt Unterrichtskurse ab. Im April 1936 vertrat er Friedrich Adler an der Franz-Rosenzweig-Gedächtnis-Stiftung, zudem nahm er an der Reichsausstellung jüdischer Künstler 1936 in Hamburg teil. Trotzdem kam er über Gelegenheitsaufträge nicht hinaus. 1936 heiratete er die Kunsthistorikerin Ingeborg Fraenckel (* 27. Juni 1903 in Blankenese), die er durch Rosa Schapire kennengelernt hatte. Das Ehepaar wanderte im Mai 1936 nach England aus und ließ sich im Juni auf Capri nieder. 1937 reisten sie über Malta in die britische Kronkolonie Zypern weiter, wo sie nahezu ohne Einkünfte lebten und keinen Atelierraum mieten konnten. Im Oktober 1938 kehrte das Paar nach London zurück.
Auerbachs Versuche, seine Söhne vor dem Krieg aus Deutschland zu sich zu holen, scheiterten an behördlichen Vorschriften. Bis 1946 diente Auerbach beim britischen War Office. Er wurde britischer Staatsbürger unter dem Namen John Ivor Allenby. Ab September 1946 lehrte er Bildhauerei an der Kunstakademie in Oxford. Er lebte mit seiner Frau in bescheidenen Verhältnissen in einem möblierten Zimmer.
Auerbach starb mit nur 50 Jahren an einem Herzschlag. Ein Nachruf seiner Studenten und Kollegen zeugt von seiner Beliebtheit als Lehrer und Kollege, von seiner Gabe, seine Studenten zu inspirieren, von seinem Einfallsreichtum und seiner ungewöhnlichen Fertigkeit in den verschiedenen Medien der Bildhauerei.
Seine letzten Werke sind die Skulpturen, die er in den Jahren 1947 bis 1949 für die mittelalterliche Kirche St. Etheldreda in Horley bei Banbury erstellte, insbesondere einen Lettner mit Kreuzigungsgruppe und Engel aus Eichenholz und ein Marienbildnis aus dem lokalen Ironstone.

## Ausstellungen
Zur offiziellen Eröffnung des Archivs Bibliographia Judaica e. V., Schwindstraße 8, Frankfurt a. M. (Dr. Renate Heuer) am 4. Mai 1984 wurde eine Gedächtnisausstellung der Werke des Malers, Bildhauers und Dichters Johannes Ilmari Auerbach gezeigt. In der Evangelischen Stadtkirche Höchst, Frankfurt-Höchst, fand 1989 eine Gedenkausstellung statt 'Johannes Ilmari Auerbach – Joannès Ilmari – John I. Allenby, 1899–1950' statt, veranstaltet vom Archiv Bibliographia Judaica e. V.
In Jena fand 1991 eine Doppelausstellung statt: Helene Czapski-Holzman (1891–1968), Gemälde, Aquarelle, Collagen, Johannes Ilmari Auerbach (1899–1950), Plastik, Malerei, Graphik, mitsamt begleitendem Symposium: Deutsch-jüdisches Kulturerbe im 20. Jahrhundert: Lebensleistungen, Schicksale, humanistisches Vermächtnis am 16. November 1991.
Vom 13. August 2016 bis zum 30. Oktober 2016 führt die Klassik Stiftung Weimar im Haus Am Horn in Kooperation mit dem Freundeskreis der Bauhaus-Universität Weimar e. V. diese Ausstellung durch: Vom Bauhaus inspiriert: Der Bildhauer Johannes Ilmari Auerbach. Die Ausstellungseröffnung ist am Freitag, den 12. August 2016 um 17 Uhr. Gezeigt werden mehr als 120 Exponaten aus dem Frühwerk des Künstlers (1910 bis 1935), die teilweise erstmals öffentlich ausgestellt werden.

## Werke (Auswahl)

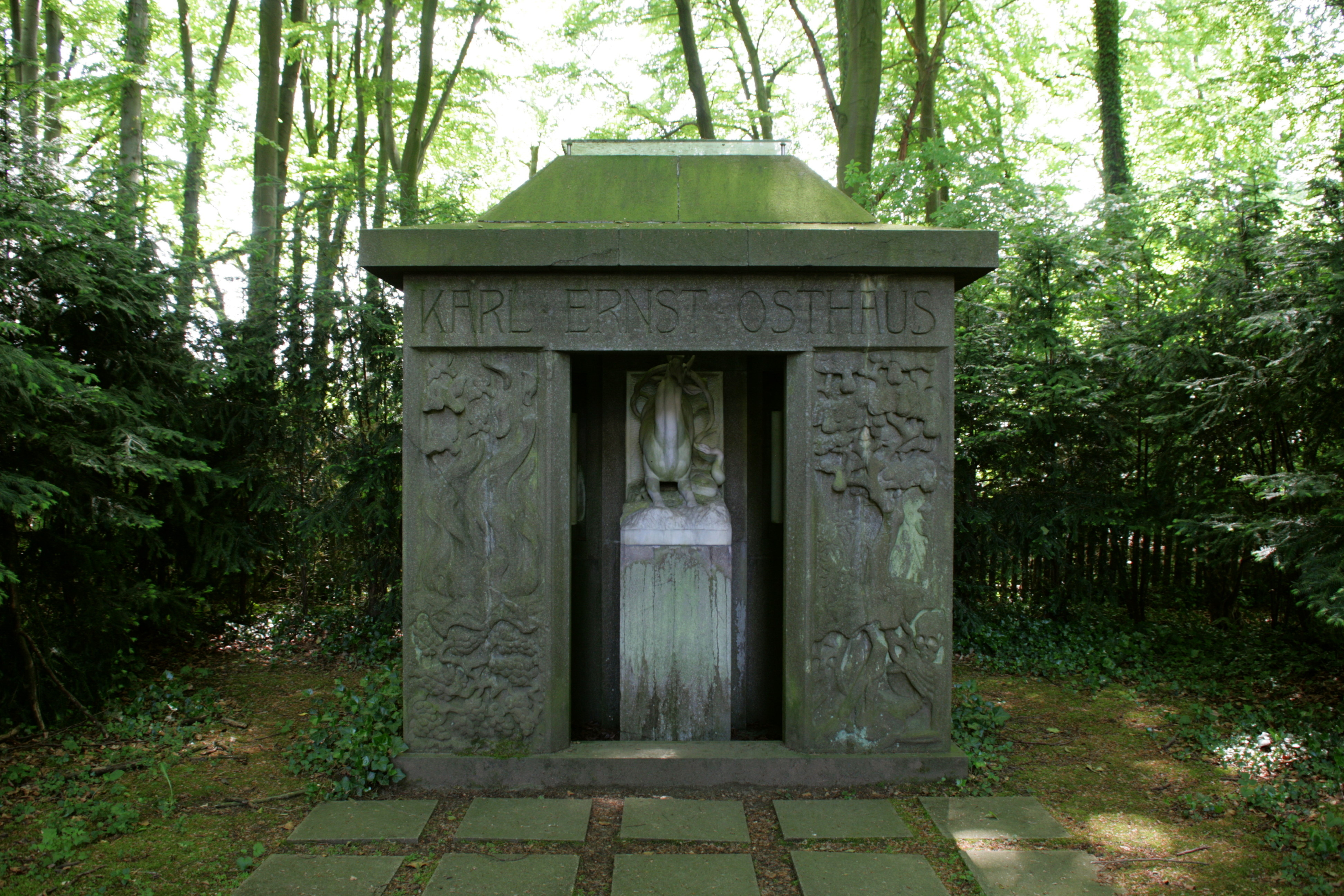
Mausoleum von Karl Ernst Osthaus

Auerbachs Vorliebe für Bildhauerei und Schnitzerei konnte aus Geld- und Raumnot meist nicht in die Realität umgesetzt werden. In den Zeiten im KZ entstanden Strichzeichnungen, die eine wichtige historische Quelle darstellen, und während seines Exils auf Capri und Zypern und in England hauptsächlich Aquarelle. Zeitlebens verfasste Auerbach außerdem zahlreiche Schriften.
- 1921: Groteske Novelle: Der Selbstmörder-Wettbewerb mit Radierungen von Marcus Behmer, Otto von Holten Buchdruckerei
- 1922: Skulptur Kopf des Hugo Hertwig an einer Felswand (zerstört)
- 1922: Grabmal von Karl Ernst Osthaus, das 1971 von Meran nach Hagen transloziert wurde[8]
- 1927: 2. Auflage von Der Selbstmörder-Wettbewerb mit fünf Federzeichnungen von Alfred Kubin, Darmstädter Verlag, Darmstadt[9]
- 1932: Kisten mit Arbeiten, die Auerbach aus Frankreich nach Hamburg schickte, gingen verloren
- 1935: Arabeske, gezeichnet in einem Strich, entstanden in einer NS-Isolationshaftanstalt[10]
- 1947 bis 1950: Werke in der Kirche St. Etheldreda in Horley, 5 km nördlich von Banbury in Oxfordshire.
- 1995: Neuauflage von 350 Exemplaren Der Selbstmörder-Wettbewerb (Ausgabe von 1927) in Fraktursatz[11]